# Клеантис, Стаматис

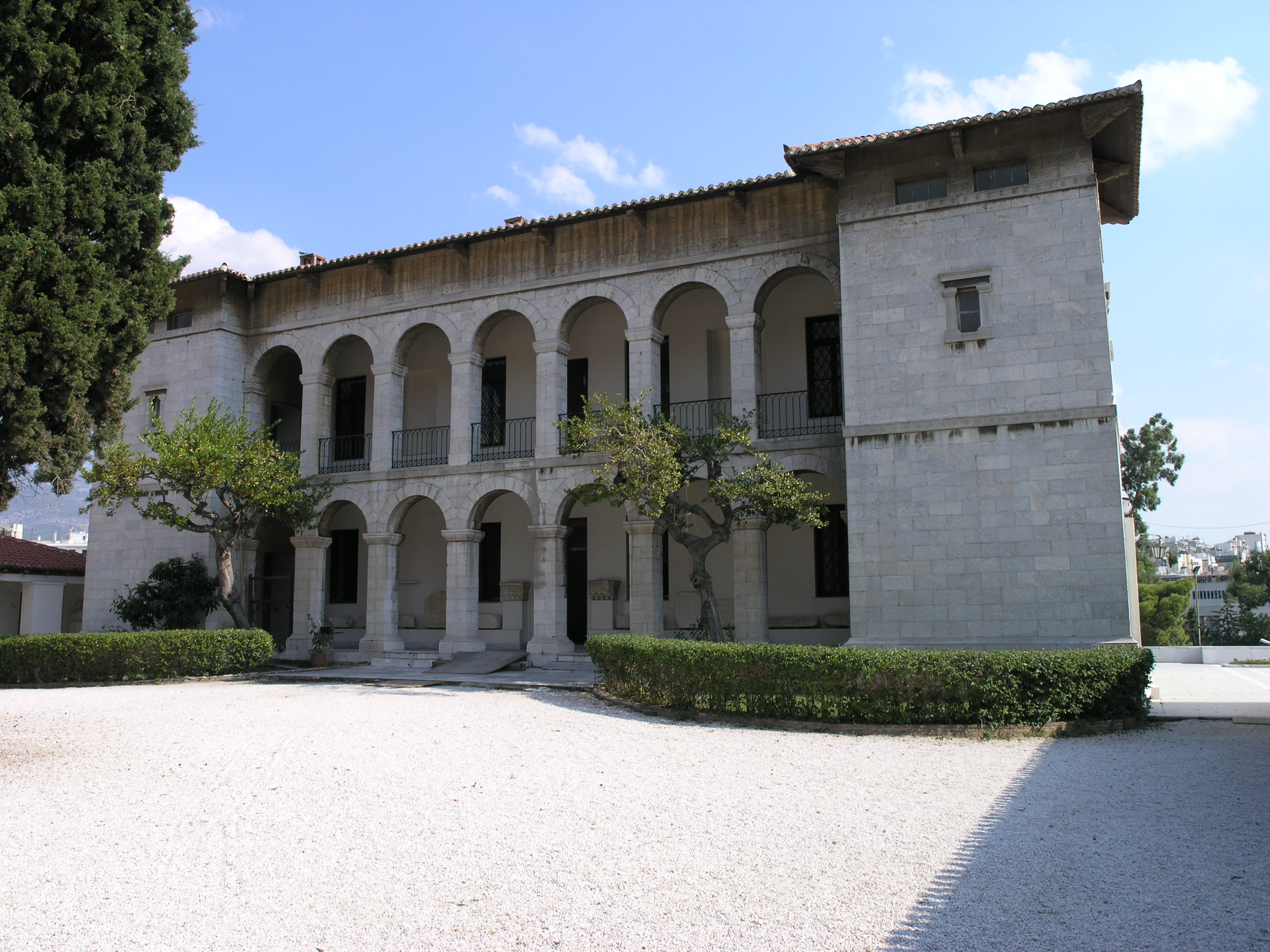
Византийский музей

Стаматиос  или  Стаматис Клеантис  (греч. Σταμάτιος (Σταμάτης) Κλεάνθης, настоящее имя — Стаматис Стаматиу; 1802 год, Велвендо, ном Козани, Западная Македония — 1862 год , Афины) — известный греческий архитектор .

## Биография
Клеантис, при рождении Стаматис Стаматиу родился в 1802 году в городке Велвендо, близ Козани Западная Македония. В Велвендо он окончил школу и юношей отправился в Придунайские княжества, которые согласно русско-турецким соглашениям обладали полуавтономным статусом. В Бухаресте выходцы из Велвендо создали свою колонию. Здесь он продолжил учёбу в греческой школе у выходца из Эпира Неофита Дукаса.
В начале 1821 года революционеры Филики Этерия вошли в княжества и начали военные действия против Османской империи, чтобы поднять восстание в Греции и других балканских странах. Александр Ипсиланти сформировал здесь Священный корпус из греческой студенческой молодёжи России, Австро-Венгрии и Молдово-Валахии. Клеантис оставил учёбу и в марте вступил в корпус.
Сражение при Драгашани было первым и последним для корпуса молодёжи. Клеантис был в числе 38 попавших в плен бойцов корпуса, но ему удалось бежать между Бухарестом и Силистрией. В то время остальные его соратники были доставлены в Константинополь, где после пыток были публично обезглавлены.
Клеантис добрался до Вены, а затем выехал в Лейпциг, где начал свою учёбу на архитектора, после переехал для продолжения учёбы в Берлин, где преподавал Шинкель, Карл Фридрих.
Обеспечивая себе на жизнь и на учёбу, Стаматис работал переводчиком на Лейпцигской ярмарке, а затем торговым брокером, за что получил от своих немецких сокурсников и преподавателей прозвище Клеантис (см. Клеанф (стоик)), которое он впоследствии сохранил в качестве фамилии.
Клеантис закончил учёбу с отличием и диплом был вручён ему королём Пруссии.

## В возрождённой Греции
В 1828  году Клеантис вместе со своим другом и сокурсником Gustav Eduard Schaubert (1804—1860) прибыли в Грецию, где продолжалась Освободительная война и предложили безвозмездно свои знания архитекторов в деле возрождения страны.
Первый правитель Греции Иоанн Каподистрия назначил их «правительственными архитекторами» и, поскольку Пелопоннес и Средняя Греция ещё являлись регионами военных действий, отправил их предварительно для работы на остров Эгина. Вместе с группой «правительственных архитекторов» друзья приняли участие в строительстве на Эгине Сиротского дома и других необходимых зданий, а также ремонта разрушенных. Работая на острове архитекторами, друзья преподавали архитектуру старшим питомцам сиротского приюта.
После убийства Каподистрии друзья перебрались в Нафплион, а затем в Афины.

## План новых Афин
В 1832 году Клеантису и Schaubert было поручено разработать архитектурный план новых Афин, которые к концу войны представляли собой маленький и разрушенный городок. Разработанный ими план учитывал все древние памятники города, предусматривал свободные пространства для будущих раскопок, строительства церквей, публичных зданий, парков и торговых площадок. План был построен на принципе больших строительных кварталов, с широкими проспектами и площадями. Центром города предполагался королевский дворец, планировавшийся на территории сегодняшней площади Омония (греч. Согласие). На плане также были проставлены и первые имена улиц города. Однако правительство короля-баварца Оттона, принявшего власть над Грецией в январе  1833 года, аргументируя несоответствием плана с населением и реальными размерами города той эпохи, а также финансами королевства, предоставило план на пересмотр авторитетному архитектору эпохи из «изарских Афин» (город Мюнхен) Кленце, Лео фон.
Кленце переработал план, скорректировав в меньшую сторону ширину улиц, размеры парков и публичных зданий, что вызвало отставку Клеантиса с занимаемой должности и вызывает нарекания жителей сегодняшних Афин.

## Архитектор и предприниматель
Королевский указ от сентября 1834 года перенёс столицу из Нафплиона в Афины. Это привело к строительной лихорадке, которая в свою очередь сделала Клеантиса зажиточным человеком. Оставаясь архитектором, он также стал добывать мрамор на острове Парос. Мрамор с его разработок получил золотую медаль на Большой Лондонской выставке.
На этом же мраморном карьере на острове Парос Клеантис получил тяжёлое ранение в результате несчастного случая, который произошёл в 1862 году. Раненый Клеантис был вывезен в Афины, где и умер.

## Работы
- «Дом Клеантиса» — одно из самых характерных зданий периода 1830—1833 года. В действительности является полностью перестроенным от фундамента в 1831—1833 гг. Клеантисом и Ε. Schaubert строением османского периода, находящимся в квартале Плака под Акрополем. Позже здесь расположилась Первая Гимназия (1835—1836) и «Университет Оттона» (1837—1841), то есть первый университет возрождённого государства. С 1841 по 1850 гг. здесь располагалось училище. В 1963 году здание получило статус охраняемого памятника и перешло в ведомство Афинского университета. С 1987  года функционирует как Музей истории Афинского университета, оставаясь по прежнему известным под именем «Дом Клеантиса».

Клеантис был сторонником школы романтизма и, в меньшей степени, сторонником греческой неоклассической школы.
Клеантис создал несколько самых характерных образцов школы романтизма в Греции: «Дворец Амвросия Раллиса» на площади Клафмонос (был построен в 1839—1845 гг., стал резиденцией британской миссии, но был снесён в 1938 году), «Дворец Дараса» по улице Панепистимиу (также снесён), «Дворец Герцогини Плакентии» в Афинах (построен между 1840—1848 гг., сегодняшний Византийский и Христианский музей) а также дворцы Олеандр, Maisonette, Tourelle и другие на горе Пентели.
- Заводы и торговые склады из известняка в городе-порте Пирей.